# Sarepta (straat)
Sarepta is een straat in Brugge.

## Beschrijving
De doodlopende steeg, een zijstraat van Sint-Gilliskoorstraat, loopt achter de gebouwen van het voormalige klooster Sarepta en kreeg daarom die naam.